# Grand Est Open 88 2022
Il Grand Est Open 88 2022 è un torneo di tennis giocato sul terra rossa. È la 15ª edizione del torneo, la prima che fa parte della categoria WTA 125 nell'ambito del WTA Challenger Tour 2022. Si gioca al Valencia Tennis Club di Contrexéville in Francia dal 4 al 10 luglio 2022.

## Partecipanti al singolare

### Teste di serie
| Nazionalità | Giocatrice      | Ranking* | Testa di serie |
| ----------- | --------------- | -------- | -------------- |
| Ungheria    | Anna Bondár     | 64       | 1              |
|             | Varvara Gračëva | 69       | 2              |
| Italia      | Jasmine Paolini | 72       | 3              |
| Francia     | Océane Dodin    | 85       | 4              |
| Paesi Bassi | Arantxa Rus     | 86       | 5              |
| Ungheria    | Dalma Gálfi     | 89       | 6              |
| Svizzera    | Ylena In-Albon  | 113      | 7              |
| Stati Uniti | Katie Volynets  | 117      | 8              |

* Ranking al 27 giugno 2022.

### Altre partecipanti
Le seguenti giocatrici hanno ricevuto una wildcard per il tabellone principale:
- Audrey Albié
- Julie Gervais
- Margaux Rouvroy
- Stefanie Vögele

La seguente giocatrice è entrata in tabellone usando il ranking protetto:
- Zoe Hives

Le seguenti giocatrici sono passate dalle qualificazioni:
- Ėrika Andreeva
- Lena Papadakis
- Alice Robbe
- Camilla Rosatello

### Ritiri
Prima del torneo
- Tessah Andrianjafitrimo → sostituita da  Fernanda Contreras
- Ana Bogdan → sostituita da  Olivia Gadecki
- Tamara Korpatsch → sostituita da  Sara Errani
- Tatjana Maria → sostituita da  Oksana Selechmet'eva
- Diane Parry → sostituita da  Elsa Jacquemot
- Harmony Tan → sostituita da  María Carlé

## Partecipanti al doppio

### Teste di serie
| Nazione  | Giocatrice     | Nazione    | Giocatrice        | Ranking* | Testa di serie |
| -------- | -------------- | ---------- | ----------------- | -------- | -------------- |
| Norvegia | Ulrikke Eikeri | Slovacchia | Tereza Mihalíková | 111      | 1              |
| Cina     | Han Xinyun     |            | Aleksandra Panova | 178      | 2              |

* Ranking al 27 giugno 2022.

### Altre partecipanti
Le seguente coppia ha ricevuto una wildcard per il tabellone principale:
- Alice Robbe /  Margaux Rouvroy

Le seguente coppia è entrata in tabellone usando il ranking protetto:
- Julia Lohoff /  Laura Ioana Paar

## Campionesse

### Singolare
Sara Errani ha sconfitto in finale  Dalma Gálfi con il punteggio di 6-4, 1-6, 7-6(4).

### Doppio
Ulrikke Eikeri /  Tereza Mihalíková hanno sconfitto in finale  Han Xinyun /  Aleksandra Panova con il punteggio di 7-6(8), 6-2.